# RFA Lady Cory-Wright
Le RFA Lady Cory-Wright était un cargo à vapeur qui a été construit comme charbonnier civil en 1906. Il est devenu un transporteur de mines en 1914. Il a été torpillé et coulé en 1918, avec d’importantes pertes en vies humaines.

## Histoire
Il a été construit en 1906 par SP Austin & Son Ltd de Sunderland pour William Cory and Son,. Il a été baptisé Lady Cory-Wright d’après Lady Mima, épouse de Sir Cory Cory-Wright, 4er baronnet, ou Lady Elizabeth, épouse de Sir Arthur Cory-Wright, 3e baronnet.
En août 1914, le ministère de la Guerre réquisitionna le Lady Cory-Wright qui l’utilisa comme transporteur de mines. Le 26 mars 1918, il était dans la Manche, naviguant de Plymouth à Malte, chargé d’une cargaison comprenant 2762 mines, 370 grenades anti-sous-marines, 2100 détonateurs de torpilles et 1000 amorces, lorsque le sous-marin allemand UC-17 le torpilla à environ 14 milles au large de la péninsule de Lizard,. Le capitaine du Lady Cory-Wright et tous les membres de son équipage, sauf un, ont été tués.
Après le naufrage du Lady Cory-Wright, beaucoup de ses mines ont été laissées flottantes dans la région, et son seul survivant aurait été retrouvé accroché à une mine flottante. En 2009, son épave contenait encore de nombreuses mines et détonateurs non explosés.